# Viljem Žerjal
Viljem Žerjal, slovenski rimskokatoliški duhovnik, * 12. februar 1929, Pliskovica, † 2012?.

## Življenje in delo
Že v otroških letih se je z družino preselil v Trst. Gimnazijo je obiskoval v koprskem seminišču, licej pa v goriškem Alojzijevišču. Bogoslovje je najprej eno leto študiral v Gorici nato pa nadaljeval na Papeški univerzi Gregoriana v Rimu. Ker ga je škof poklical v Trst teoloških študijev ni končal z doktoratom. V duhovnika je bil posvečen 10. oktobra 1955 v Rimu. Ko se je vrnil v tržaško škofijo, je bil v obdobju od 1. oktobra 1957 do 30. septembra 1959 kaplan na Opčinah, nato kaplan v Barkovljah, od 15. avgusta 1969 do poletja 1991, ko je stopil v pokoj pa župnik na Opčinah. Žerjal je bil skrben dušni pastir, ki se je odlikoval pri skrbi in pomoči ostarelim in bolnim. V Barkovljah je vpeljal drugo mašo ob 11 uri v slovenskem jeziku. Kot župnik na Opčinah je skrbel za obnovo cerkve. Vsa leta je bil tudi katehet. Najprej na osnovnih in srednjih šolah, od 1969 do 1988 pa na liceju Dr. France Prešeren v Trstu.
Kmalu po upokojitvi, 2. maja 2012, je umrl.